# Cristian Penilla
Cristian Anderson Penilla Caicedo, né le 2 mai 1991 à Esmeraldas en Équateur, est un footballeur international équatorien. Il évolue au poste de milieu offensif avec le Revolution de la Nouvelle-Angleterre en prêt du CF Pachuca.

## Biographie

### Carrière en club

#### Débuts professionnels en Équateur (2010-2014)
En 2010, il signe son premier contrat professionnel avec le CD Espoli, évoluant en Serie A. Il fait ses débuts en Serie A le 6 février 2010 contre le CD Olmedo, lors d'un match nul de 1-1. Puis, le 6 mars 2010, il inscrit son premier but en Serie A face au Manta FC (victoire 2-0). Lors de la saison 2012, il rejoint le Deportivo Quito. La saison suivante, il rejoint librement le Barcelona SC et signe un contrat de trois ans.

#### Passage au CF Pachuca (2015)
Le 24 décembre 2014, il rejoint le CF Pachuca, évoluant en Liga MX. Il fait ses débuts en Liga MX le 17 janvier 2015, lors d'une défaite 1-0 face au CF Monterrey. Puis, le 11 avril 2015, il inscrit son premier but en Liga MX face aux Pumas UNAM (victoire 3-1).

#### Une succession de prêts (depuis 2016)
Pour la saison 2016, il est prêté avec option d'achat au Barcelona SC. Le club de Barcelona avait proposé à Penilla de lever l'option d'achat, mais il a refusé leur proposition. Le 23 juin 2016, il est prêté aux Monarcas Morelia en Liga MX.
Le 21 juillet 2017, il est prêté à Chapecoense, évoluant en Série A. Puis, il poursuit sa carrière en Amérique du Nord lorsqu'il est prêté au Revolution de la Nouvelle-Angleterre en Major League Soccer le 23 janvier 2018. Il fait ses débuts en MLS le 3 mars 2018, lors d'une défaite 2-0 contre l'Union de Philadelphie. Le 31 mars 2018, il inscrit son premier but en MLS face au Dynamo de Houston (victoire 2-0). Puis, il inscrit deux doublés cette saison face au Toronto FC le 12 mai (victoire 3-2), et face au D.C. United le 30 juin 2018 (victoire 3-2). Il réalise une bonne saison, dispute 33 rencontres, inscrit 12 buts et délivre sept passes décisives.

### Carrière internationale
En janvier 2011, Cristian Penilla participe au championnat de la CONMEBOL des moins de 20 ans avec l'équipe d'Équateur des moins de 20 ans. Lors de ce tournoi, il dispute trois rencontres.
Le 23 septembre 2014, il est convoqué pour la première fois en équipe d'Équateur par le sélectionneur national Sixto Vizuete, pour des matchs amicaux contre les États-Unis et le Salvador.
Le 10 octobre 2014, il honore sa première sélection contre les États-Unis. Lors de ce match, il commence la rencontre comme titulaire, et sort du terrain à la 46e minute de jeu, en étant remplacé par João Plata. La rencontre se solde par un match nul de 1-1. Lors de sa deuxième sélection, le 14 octobre 2014, il inscrit son premier but en sélection face au Salvador, lors d'une victoire 5-1 des Équatoriens.

## Palmarès
- Avec  Barcelona SC
  - Champion d'Équateur en 2016

## Statistiques

### Statistiques détaillées
| Saison                | Club                          | Championnat           | Championnat | Championnat | Coupe(s) nationale(s) | Coupe(s) nationale(s) | Compétition(s) continentale(s) | Compétition(s) continentale(s) | Compétition(s) continentale(s) | Séries | Séries | Équateur | Équateur | Total | Total |
| Saison                | Club                          | Division              | M.          | B.          | M.                    | B.                    | Comp.                          | M.                             | B.                             | M.     | B.     | M.       | B.       | M.    | B.    |
| 2010                  | Espoli                        | Serie A               | 32          | 3           | -                     | -                     | -                              | -                              | -                              | -      | -      | -        | -        | 32    | 3     |
| 2011                  | Espoli                        | Serie A               | 29          | 5           | -                     | -                     | -                              | -                              | -                              | -      | -      | -        | -        | 29    | 5     |
| Sous-total            | Sous-total                    | Sous-total            | 61          | 8           | 0                     | 0                     | -                              | 0                              | 0                              | 0      | 0      | 0        | 0        | 61    | 8     |
| 2012                  | Deportivo Quito               | Serie A               | 12          | 1           | -                     | -                     | CL                             | 0                              | 0                              | -      | -      | -        | -        | 12    | 1     |
| Sous-total            | Sous-total                    | Sous-total            | 12          | 1           | 0                     | 0                     | -                              | 0                              | 0                              | 0      | 0      | 0        | 0        | 12    | 1     |
| 2013                  | Barcelona SC                  | Serie A               | 32          | 6           | -                     | -                     | CL+CS                          | 2+1                            | 0                              | 0      | 0      | -        | -        | 35    | 6     |
| 2014                  | Barcelona SC                  | Serie A               | 33          | 6           | -                     | -                     | CL                             | 4                              | 1                              | 0      | 0      | 2        | 1        | 39    | 8     |
| Sous-total            | Sous-total                    | Sous-total            | 65          | 12          | 0                     | 0                     | -                              | 7                              | 1                              | 0      | 0      | 2        | 1        | 74    | 14    |
| 2015                  | CF Pachuca                    | Clo.                  | 11          | 1           | -                     | -                     | LCC                            | 0                              | 0                              | 4      | 2      | -        | -        | 15    | 3     |
| 2015                  | CF Pachuca                    | Ouv.                  | 13          | 1           | 5                     | 0                     | -                              | -                              | -                              | -      | -      | -        | -        | 18    | 1     |
| Sous-total            | Sous-total                    | Sous-total            | 24          | 2           | 5                     | 0                     | -                              | 0                              | 0                              | 4      | 2      | 0        | 0        | 33    | 4     |
| 2016                  | Barcelona SC (prêt)           | Serie A               | 14          | 7           | -                     | -                     | -                              | -                              | -                              | -      | -      | -        | -        | 14    | 7     |
| Sous-total            | Sous-total                    | Sous-total            | 14          | 7           | 0                     | 0                     | -                              | 0                              | 0                              | 0      | 0      | 0        | 0        | 14    | 7     |
| 2016-2017             | Monarcas Morelia (prêt)       | Ouv.+Clo.             | 15+3        | 0           | 8                     | 4                     | -                              | -                              | -                              | -      | -      | -        | -        | 26    | 4     |
| Sous-total            | Sous-total                    | Sous-total            | 18          | 0           | 8                     | 4                     | -                              | 0                              | 0                              | 0      | 0      | 0        | 0        | 26    | 4     |
| 2017                  | Chapecoense (prêt)            | Série A               | 11          | 0           | -                     | -                     | CSB+CS                         | 1+2                            | 0                              | -      | -      | -        | -        | 14    | 0     |
| Sous-total            | Sous-total                    | Sous-total            | 11          | 0           | 0                     | 0                     | -                              | 3                              | 0                              | 0      | 0      | 0        | 0        | 14    | 0     |
| 2018                  | New England Revolution (prêt) | MLS                   | 33          | 12          | -                     | -                     | -                              | -                              | -                              | -      | -      | -        | -        | 33    | 12    |
| Sous-total            | Sous-total                    | Sous-total            | 33          | 12          | 0                     | 0                     | -                              | 0                              | 0                              | 0      | 0      | 0        | 0        | 33    | 12    |
| Total sur la carrière | Total sur la carrière         | Total sur la carrière | 238         | 42          | 13                    | 4                     | -                              | 10                             | 1                              | 4      | 2      | 2        | 1        | 265   | 51    |